# Sylwia Gruchała
Sylwia Gruchała (Gdańsk, 6 de noviembre de 1981) es una deportista polaca que compitió en esgrima, especialista en la modalidad de florete.
Participó en cuatro Juegos Olímpicos de Verano, obteniendo en total dos medallas, plata en Sídney 2000, en el torneo por equipos (junto con Magdalena Mroczkiewicz, Barbara Wolnicka y Anna Rybicka), y bronce en Atenas 2004, en la prueba individual, además de lograr el quinto lugar en Londres 2012 y el séptimo en Pekín 2008 en la prueba por equipos.
Ganó ocho medallas en el Campeonato Mundial de Esgrima entre los años 1998 y 2010, y siete medallas en el Campeonato Europeo de Esgrima entre los años 2000 y 2006.

## Palmarés internacional
| Juegos Olímpicos   | Juegos Olímpicos            | Juegos Olímpicos  | Juegos Olímpicos    |
| Año                | Lugar                       | Medalla           | Prueba              |
| ------------------ | --------------------------- | ----------------- | ------------------- |
| 2000               | Sídney (Australia)          | Medalla de plata  | Florete por equipos |
| 2004               | Atenas (Grecia)             | Medalla de bronce | Florete individual  |
| Campeonato Mundial |                             |                   |                     |
| Año                | Lugar                       | Medalla           | Prueba              |
| 1998               | La Chaux-de-Fonds (Suiza)   | Medalla de bronce | Florete por equipos |
| 1999               | Seúl (Corea del Sur)        | Medalla de plata  | Florete por equipos |
| 2002               | Lisboa (Portugal)           | Medalla de plata  | Florete por equipos |
| 2003               | La Habana (Cuba)            | Medalla de oro    | Florete por equipos |
| 2003               | La Habana (Cuba)            | Medalla de plata  | Florete individual  |
| 2004               | Nueva York (Estados Unidos) | Medalla de bronce | Florete por equipos |
| 2007               | San Petersburgo (Rusia)     | Medalla de oro    | Florete por equipos |
| 2010               | París (Francia)             | Medalla de plata  | Florete por equipos |
| Campeonato Europeo |                             |                   |                     |
| Año                | Lugar                       | Medalla           | Prueba              |
| 2000               | Funchal (Portugal)          | Medalla de oro    | Florete individual  |
| 2000               | Funchal (Portugal)          | Medalla de bronce | Florete por equipos |
| 2002               | Moscú (Rusia)               | Medalla de oro    | Florete individual  |
| 2002               | Moscú (Rusia)               | Medalla de oro    | Florete por equipos |
| 2003               | Bourges (Francia)           | Medalla de oro    | Florete por equipos |
| 2005               | Zalaegerszeg (Hungría)      | Medalla de oro    | Florete individual  |
| 2006               | Esmirna (Turquía)           | Medalla de bronce | Florete por equipos |